# سیارک ۹۱۲۸۷
سیارک ۹۱۲۸۷ (به انگلیسی: 91287 Simon-Garfunkel، نامگذاری:1999FP21) نود و یک هزار و دویست و هشتاد و هفتمین سیارک کشف شده‌است که در ۲۱ مارس ۱۹۹۹ کشف شد.